# Altimo
Altimo (Alfa Telecom International Mobile) è il ramo di investimenti nel settore della telefonia della russa Alfa Group Consortium, controllata dall'oligarca Mikhail Fridman.
Altimo investe in Russia, negli stati CSI, in Turchia e in Libano.
Altimo fu lanciata a Londra il 1º dicembre 2005.
Dal 2004 è conosciuta come Alfa Telecom.

## Asset
- VimpelCom
- Megafon
- Kyivstar
- Turkcel